# Octavilla (poesía)
La octavilla, en métrica, es una estrofa de ocho versos de arte menor formada por dos redondillas y en la que una de las rimas se repite en la segunda de ellas.
La siguiente octavilla tiene rima consonante -aab-ccb. La rima que se repite es b, en los versos cuarto y octavo.
Con diez cañones por banda, 
viento en popa a toda vela, 
no corta el mar, sino vuela 
un velero bergantín: 
bajel pirata, que llaman, 
por su bravura el «Temido», 
en todo mar conocido 
del uno al otro confín.
José de Espronceda